# Xenon-trioxid
A xenon-trioxid instabil vegyület, képlete XeO3, benne a xenon oxidációs száma +6. Nagyon erős oxidálószer, vízzel reagálva xenon és oxigén keletkezik belőle, ezt a folyamatot a napfény felgyorsítja. Szerves anyagokkal történő érintkezése fokozottan robbanásveszélyes. Robbanása során oxigén- és xenongáz keletkezik belőle.

## Kémiai tulajdonságai
A xenon-trioxid erős oxidálószer, oxidálja a legtöbb anyagot, melyet oxidálni lehet. Az oxidáció sebessége azonban kicsi, ami miatt kevésbé hasznos.
25 °C felett nagyon robbanékony:
2 XeO3 → 2 Xe + 3 O2
Vízben történő oldódása során xenonsav képződik belőle, mely a vizet savassá teszi:
XeO3 (aq) + H2O → H2XeO4 ⇌ H+ + HXeO4−
Ez az oldat szobahőmérsékleten stabil, a xenon-trioxiddal ellentétben nem robbanásveszélyes. A karbonsavakat kvantitatíven szén-dioxiddá és vízzé oxidálja.
Lúgos oldatokban oldódva xenát HXeO-4 anion keletkezik belőle. A xenát sók instabilak, belőlük diszproporcionálódás révén perxenátok (melyekben a xenon oxidációs száma +8), xenon- és oxigéngáz keletkeznek.
XeO4−6 és XeO2−4 anionokat tartalmazó szilárd perxenátokat még nem izolálták, de az XeO3 a szervetlen fluoridokkal – pl. KF, RbF, és CsF – reagál, ezekkel MXeO3F összegképletű szilárd sókat képez.

## Fizikai tulajdonságai
A xenon-tetrafluorid hidrolízisével kapott oldat bepárolásával állítható elő. Az így kapott színtelen kristályok száraz levegőn stabilak, de párás levegővel könnyen vizet vesz fel és tömény oldat keletkezik. Kristályszerkezete rombos, a = 6,163; b = 8,115; c = 5,234 Å és elemi celláját 4 molekula alkotja. Sűrűsége 4,55 g/cm³.
|                                               |               |                               |
| Az XeO3 kristályszerkezetének pálcikamodellje | Kalottamodell | A Xe koordinációs geometriája |

## Veszélyek
A xenon-trioxidot nagyon óvatosan kell kezelni. Szobahőmérsékleten külső hatás nélkül is felrobbanhat. Száraz kristályai cellulózzal érintkezve robbanásszerű hevességgel reagálnak.

## Fordítás
Ez a szócikk részben vagy egészben a Xenon trioxide című angol Wikipédia-szócikk ezen változatának fordításán alapul.  Az eredeti cikk szerkesztőit annak laptörténete sorolja fel. Ez a jelzés csupán a megfogalmazás eredetét és a szerzői jogokat jelzi, nem szolgál a cikkben szereplő információk forrásmegjelöléseként.